# Нережда
Нережда — река в России, протекает в Одоевском районе Тульской области. Правый приток Мизгеи.

## География
Река Нережда берёт начало севернее села Лосинское. Течёт на запад по открытой местности. Через реку перекинут железобетонный мост автодороги Р148. Устье реки находится у деревни Верхнее Касимово в 29 км по правому берегу реки Мизгеи. Длина реки составляет 11 км.

## Данные водного реестра
По данным государственного водного реестра России относится к Окскому бассейновому округу, водохозяйственный участок реки — Упа от истока и до устья, речной подбассейн реки — Бассейны притоков Оки до впадения Мокши. Речной бассейн реки — Ока.
Код объекта в государственном водном реестре — 09010100312110000019502.